# 北海道教育大学附属函館小学校
北海道教育大学附属函館小学校（ほっかいどうきょういくだいがくふぞくはこだてしょうがっこう）は、北海道函館市にある北海道教育大学附属の小学校。北海道教育大学4校の一つ。

## 概要
北海道教育大学の附属機関であるため教育実習が多く、毎年研究大会が開かれており実験的な授業が行われる事も少なくない。以前は同校教諭は「大学職員」という位置づけなので「教官」と呼称され、職員室にあたる場所は教官室であった。現在は「教官」は「教諭」という位置づけになり、「職員室」として設置されている。学校長は教育大学函館校の担当教授が任ぜられるが、実務は副校長が担っている。また授業は様々な研究の内容をとりいれた、実践的・検証的な授業が行われている。
通学指定区域は無く、登下校の時間と安全が確保できれば通学可能であるが、基本的には函館市内及び北斗市がこれに当たる。生徒数は1学年2学級編成（平成24年度入学より70名定員）。ほぼ全員が北海道教育大学附属函館中学校へ内部進学する。

## 沿革
- 1951年4月1日 - 北海道学芸大学附属函館小学校に改称
- 1966年4月1日 - 北海道教育大学教育学部附属函館小学校に改称
- 1974年4月1日 - 北海道教育大学附属函館小学校に改称
- 2004年4月1日 - 国立大学法人北海道教育大学附属函館小学校に改称